# Фріц фон Веттштайн
Фріц фон Веттштайн (нім. Fritz von Wettstein, 24 червня 1895 — 12 лютого 1945) — австрійський біолог, ботанік та міколог.

## Написання імені
У різних джерелах зустрічаються різні варіанти імені Веттштайна:
- нім. Fritz Wettstein von Westerheim[4][5],
- нім. Fritz Wettstein[4][5],
- нім. Friedrich Wettstein von Westersheim[5],
- нім. Friedrich Wettstein[5].

## Біографія
Фріц фон Веттштайн народився уПразі 24 червня 1895 року. Він був сином Ріхарда Веттштайна.
З 1925 року був професором у Геттінгені, а з 1931 року — у Мюнхені.

## Наукова діяльність
Фріц фон Веттштайн спеціалізувався на папоротеподібних, мохоподібних, водоростях, насіннєвих рослинах та на мікології.

## Наукові праці
- Morphologie und Physiologie des Formwechsels der Moose auf genetischer Grundlage. 1924.
- Uber plasmatische Vererbung. 1930.